# Bartny-eik

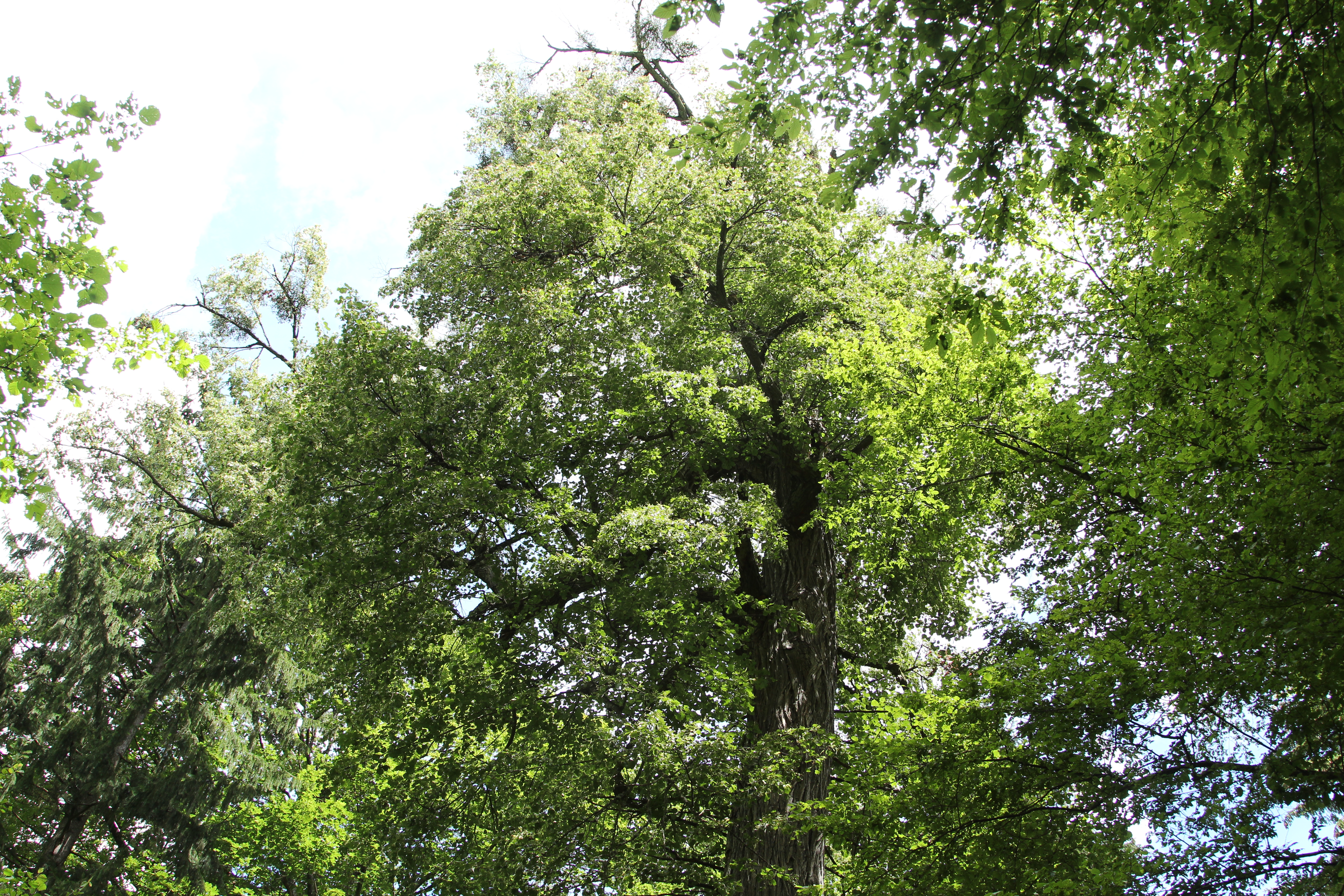
Bartny-eik

De Bartny-eik is een monumentale zomereik (Quercus robur) die groeit in het Poolse Nationaal Park Białowieża. Vanaf de periode 2001 - 2003 is de boom begonnen met aftakelen. De boom is een belangrijke toeristische attractie in het nationaal park. Ondanks de leeftijd behoort Bartny-eik niet tot de klassieke eiken van Białowieża. 
De eik gold lang als een van de dikste bomen in het nationaal park. De stam heeft op 130 centimeter van de bodem een omtrek van 610 centimeter en is 41 meter hoog. De takvrije hoogte bedraagt tussen de 16 en 17 meter. De boom is ontkiemd aan het einde van de zestiende eeuw.  Thomas Niechod schat dat de boom een leeftijd heeft van tussen de 400 en 450 jaar.